# Gickelsberg (Isergebirge)

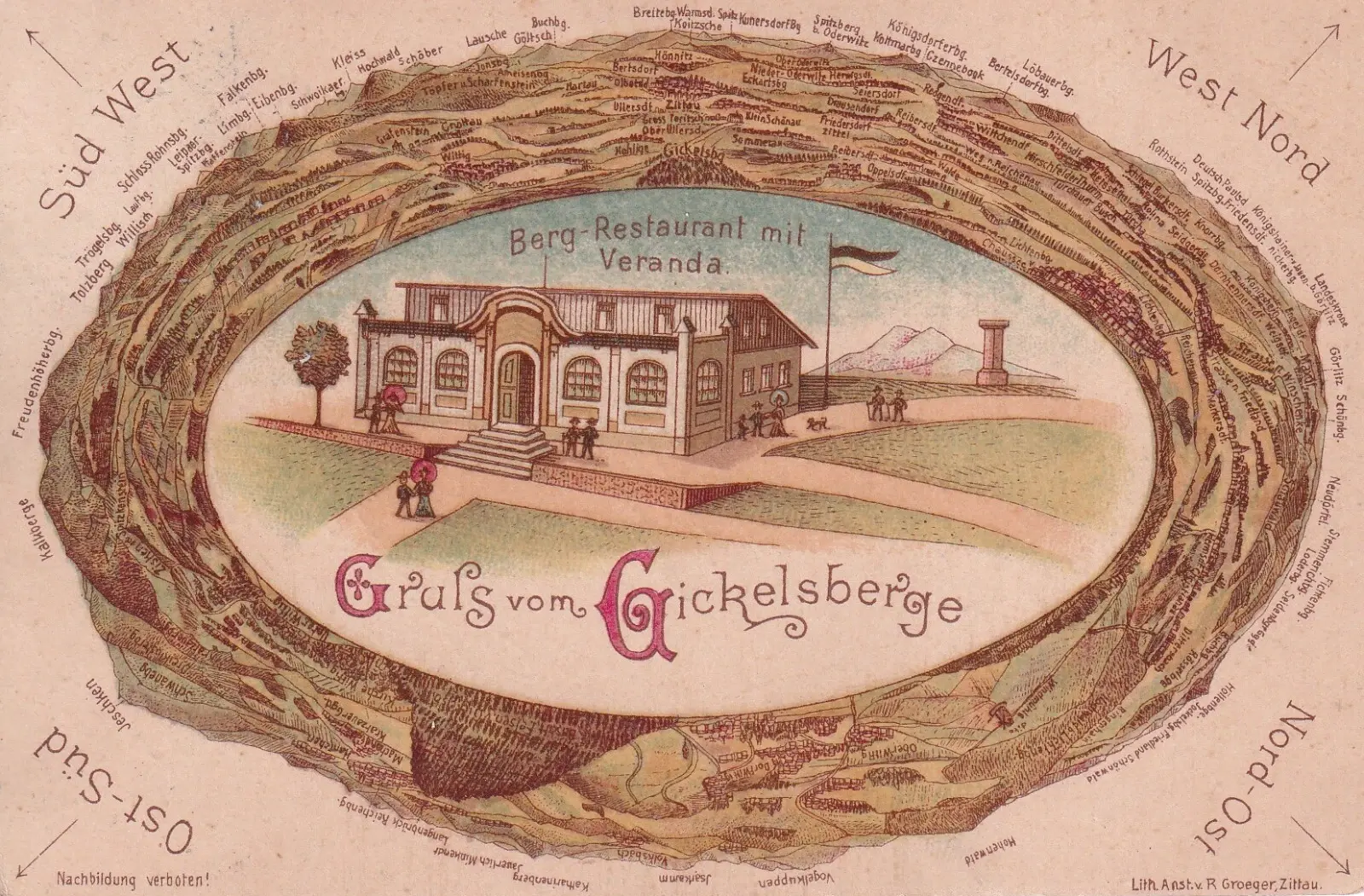
„Gruß vom Gickelsberge“, Ansichtskarte von 1916

Der Gickelsberg (früher auch Gückelsberg, tschechisch Výhledy, polnisch Guślarz) ist ein Berg im Südwesten des Isergebirges. Er liegt fünf Kilometer nördlich von Chrastava im Grenzgebiet zwischen Tschechien und Polen.

## Geographie
Der Gickelsberg ist der südwestlichste Ausläufer des Isergebirges am Übergang zum Zittauer Becken. Sein Gipfel liegt auf böhmischem Gebiet, nördlich unterhalb verläuft die Staatsgrenze zu Polen. Östlich erhebt sich der Graniczny Wierch/Lysý vrch (Kahleberg, 643 m) und im Südosten der Vítkovský kopec (Wittigberg, 503 m) mit dem Skanzen Curia Vitkov. Im Westen liegt der Berg Kamenný vrch (Steinberg, 400 m; nicht zu verwechseln mit dem Kameniště (Steinberg, 608 m) im Osten).
Im Osten liegt die Quelle des Jasný potok, südwestlich entspringt der Václavický potok. Nach Süden befindet sich das Tal des Vítkovský potok (Wittigbach).
Umliegende Ortschaften auf polnischer Seite sind Białopole im Westen, Opolno Zdrój im Nordwesten, Jasna Góra direkt am nördlichen Hang und Markocice im Nordosten. Auf tschechischer Seite befinden sich die Ortschaften Vysoký im Osten, Horní Vítkov direkt am südöstlichen Hang, Dolní Vítkov im Süden, Václavice im Südwesten und Uhelná im Westen.

## Geologie
Die nördliche, auf polnischem Gebiet gelegene Seite des Berges besteht aus Granit, der südliche Teil mit dem Gipfel aus Basalt. Auf dem Gipfel, südlich des Standortes des früheren Gasthauses, befindet sich ein Felsturm aus horizontal gelagerten Basaltsäulen.

## Geschichte
Der Berg an der Grenze zwischen der Oberlausitz und Böhmen entwickelte sich wegen seiner Aussicht ins Zittauer Becken und Neißetal zu einem beliebten Ausflugsziel. Darauf verweist auch sein deutscher (von gucken) sowie der tschechische Name. Bei seiner Reise durch Nordböhmen ritt Kaiser Joseph II. am 17. September 1774 auf den Berg.
Auf dem nahe der Grenze auf böhmischem Gebiet befindlichen Gipfel entstand in den 1850er Jahren eine bewirtschaftete Schutzhütte. Während des Deutschen Krieges besetzten 1866 die Preußen den Gickelsberg und brannten die Hütte nieder, weil der Wirt durch gehisste Fähnchen den Österreichern den Anmarsch des Feindes signalisiert haben soll. 1872 errichtete ein Lichtenberger Bäckermeister eine neue Wirtschaft auf dem Berg. Der Besitzer der Herrschaft Reibersdorf, Kurt Heinrich Ernst von Einsiedel, schenkte dem Wirt das Ölgemälde „Der Einsiedler“, das bis 1896 als besondere Attraktion im Gastraum hing. Die kleine Bergbaude war vor allem wegen des böhmischen Bieres Zielpunkt der Ausflügler aus Lichtenberg und Bad Oppelsdorf. Nach dem Zweiten Weltkrieg wurde die Grenze geschlossen, die nun nach Polen führte, und der Grenztourismus erlosch. 1948 wurde die Baude von Grenztruppen abgetragen.

## Sehenswürdigkeiten
- Basaltstock mit horizontaler Säulenbildung
- Darüber/daneben hölzerne Plattform zur Vogelbeobachtung mit weitem Blick über das Tal der Lausitzer Neiße zum Jeschkengebirge mit Jeschken sowie zum Lausitzer Gebirge und Zittauer Gebirge
- Neben der hölzernen Plattform ein regengeschützter Pavillon und ein Lagerfeuerplatz.